# Jewgeni Borissowitsch Grischin

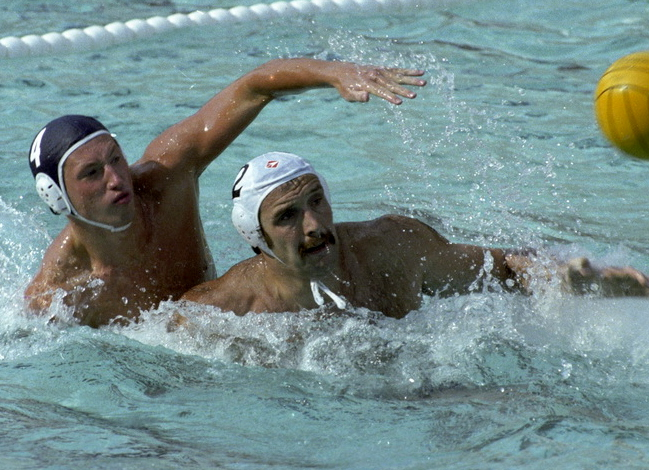
Jewgeni Grischin (Nummer 4) im Einsatz gegen den Ungarn István Szívós junior. (1980)

Jewgeni Borissowitsch Grischin (russisch Евгений Борисович Гришин; * 1. Oktober 1959 in Moskau) ist ein ehemaliger  sowjetischer Wasserballspieler. Bei Olympischen Spielen gewann er eine Gold- und eine Bronzemedaille. Hinzu kamen eine Bronzemedaille bei Weltmeisterschaften sowie zwei Goldmedaillen bei Europameisterschaften.

## Sportliche Karriere
Der 1,89 Meter große Grischin spielte für Dynamo Moskau.
Seine internationale Karriere begann bei den Olympischen Spielen 1980 in Moskau. Vor heimischem Publikum siegte die sowjetische Mannschaft vor den Jugoslawen und den Ungarn. Im letzten Spiel bezwang das bis dahin ungeschlagene sowjetische Team die jugoslawische Auswahl mit 8:7. Grischin erzielte im Turnierverlauf fünf Treffer.
Erst bei der Europameisterschaft 1983 in Rom gehörte er wieder zum Kader. Die sowjetische Mannschaft gewann mit fünf Siegen und zwei Unentschieden den Europameistertitel vor den Ungarn und der spanischen Mannschaft. Nach 1966 und 1970 war dies der dritte Europameistertitel für die sowjetischen Wasserballspieler. 1984 konnte die sowjetische Mannschaft als amtierender Welt- und Europameister wegen des Olympiaboykotts nicht an den Olympischen Spielen in Los Angeles teilnehmen.
Bei der Europameisterschaft 1985 in Sofia gewann die sowjetische Mannschaft wie zwei Jahre zuvor fünf Spiele und erreichte zwei Unentschieden. Ungeschlagen verteidigte die Mannschaft ihren Europameistertitel vor den Jugoslawen und der Mannschaft aus der Bundesrepublik Deutschland. Kurz darauf siegte Grischin mit der sowjetischen Studentenauswahl bei der Universiade in Kōbe vor der jugoslawischen Mannschaft und den Kubanern. 1986 bei der Weltmeisterschaft in Madrid belegte die sowjetische Mannschaft in der Vorrunde den zweiten Platz hinter dem Team aus den Vereinigten Staaten. Nach einer Halbfinalniederlage gegen die Jugoslawen traf die sowjetische Mannschaft im Spiel um Bronze wieder auf das US-Team. Diesmal gewannen die sowjetischen Spieler mit 8:6 nach Verlängerung.
Bei den Olympischen Spielen 1988 in Seoul belegte die sowjetische Mannschaft in der Vorrunde den zweiten Platz hinter der Mannschaft aus der Bundesrepublik Deutschland und erreichte die Endrunde nur durch die bessere Tordifferenz gegenüber den Italienern. Nach einem 7:8 gegen das US-Team traf die sowjetische Mannschaft im Spiel um Bronze wieder auf die Deutschen und siegte mit 14:13. Von seinen vier Turniertoren warf Grischin zwei im Halbfinale und eines im Spiel um Bronze.
Jewgeni Grischin ist der Sohn des Wasserballspielers Boris Grischin und der Fechterin Walentina Rastworowa, die beide olympische Medaillen gewannen. Seine Schwester Jelena Grischina nahm als Fechterin an Olympischen Spielen teil.